# Erzbistum Rijeka
Das Erzbistum Rijeka (kroat. Riječka nadbiskupija, lat. Archidioecesis Fluminensis) ist ein römisch-katholisches Erzbistum in Kroatien mit Sitz in Rijeka. Dem Erzbistum sind die drei Bistümer Gospić-Senj, Krk und Poreč-Pula als Suffragane unterstellt. Der derzeitige Erzbischof ist Mate Uzinić.

## Vorgeschichte
Am 27. Juli 1969 wurde durch Papst Paul VI. mit dem Erzbistum Rijeka-Senj eine neue Kirchenprovinz gegründet. Dazu wurde das Bistum Rijeka (das am 25. April 1925 unter italienischer Herrschaft gegründet wurde) mit dem Bistum Modruš und dem Bistum Senj zusammengelegt. Das Bistum Modruš wurde somit aufgelöst, während das Bistum Senj neben dem Bistum Rijeka ebenbürtig weiterbesteht. Diese neue Provinz wurde in den Rang einer metropolitan-erzbischöflichen Kirche erhoben. Ihr untergeordnet wurden die drei Diözesen Krk, Poreč und Pula. Deren Bischöfe wurden Suffragane des Metropoliten von Rijeka-Senj. Im Jahr 2000 wurde der Name in Erzdiözese Rijeka geändert. Ein Teil des Diözesangebietes wurde dem neu errichteten Bistum Gospić-Senj zugewiesen.

## Bistum Rijeka
Über die Existenz einer mittelalterlichen Diözese mit Sitz in Rijeka gibt es bislang keine gesicherten Erkenntnisse. Zwischen 1818 und 1821 gab es Bestrebungen den Sitz des Bistums Modruš nach Rijeka zu verlegen, doch da dies Grenzveränderungen des Nachbarbistums erforderlich gemacht hätte, sah man von diesem Vorhaben ab. Als Folge der italienischen Besatzung erhielt Rijeka erst im Jahre 1925 ein eigenes Bistum. Es umfasste Teile der Bistümer Modruš, Triest und Ljubljana. Als mit dem Friedensvertrag von 1947 diese Gebiete Jugoslawien zugesprochen wurden, kehrte der italienische Bischof Ugo Camozzo mit einer Reihe italienischer Priester nach Italien zurück. An seine Stelle trat der apostolische Administrator Karlo Jamnik, der 1949 vom Bischof von Krk, Josip Srebrnić abgelöst wurde. Während seiner Amtszeit wurde das Bistum in einen kroatischen und einen slowenischen Teil aufgeteilt. Der slowenische Teil gehörte administrativ zum Bischof von Ljubljana. Der kroatische Teil wurde am 20. November 1951 dem Bischof von Senj-Modruš zur Verwaltung anvertraut.
In der Vergangenheit war in den Gebieten der heutigen Erzdiözese Rijeka-Senj die mittelalterliche kroatische Schrift Glagoliza weit verbreitet, zumindest seit dem frühen 10. Jahrhundert. Für liturgische Texte zugelassen wurde sie in einem Schreiben von Papst Innozenz IV. an Bischof Philip von Senj aus dem Jahre 1248. Im Jahre 1620, während der Amtszeit von Bischof Agatić, wurde auf der Synode von Bribir die Notwendigkeit hervorgehoben, neue liturgische Bücher drucken zu lassen. Bald darauf ließ die Glaubenskongregation in Rom, unter der Redaktion von Rafael Levaković ein neues glagolitisches Missal im Jahre 1631 und ein Brevier im Jahre 1648 drucken. Unter den Bischöfen von Senj und Modruš taten sich viele auf Landes- und auf Kirchenebene hervor. Erwähnenswert sind vor allem Bischof Šimun Kozičić und Benjo von Modruš (1500–1531). Unter den anderen Bischöfen sind Martin Brajković (1702–1704) und Ivan Krstitelj Benzoni (1730–1745) erwähnenswert, die sich beide sehr, wenn auch vergeblich für die Vereinigung mit der neu zugezogenen serbisch-orthodoxen Christen mit der römisch-katholischen Kirche bemühten. Unter den Bischöfen des vergangenen Jahrhunderts war vor allem Bischof Ozegović bekannt für seine kroatische Vaterlandsliebe.

### St.-Vitus-Kathedrale

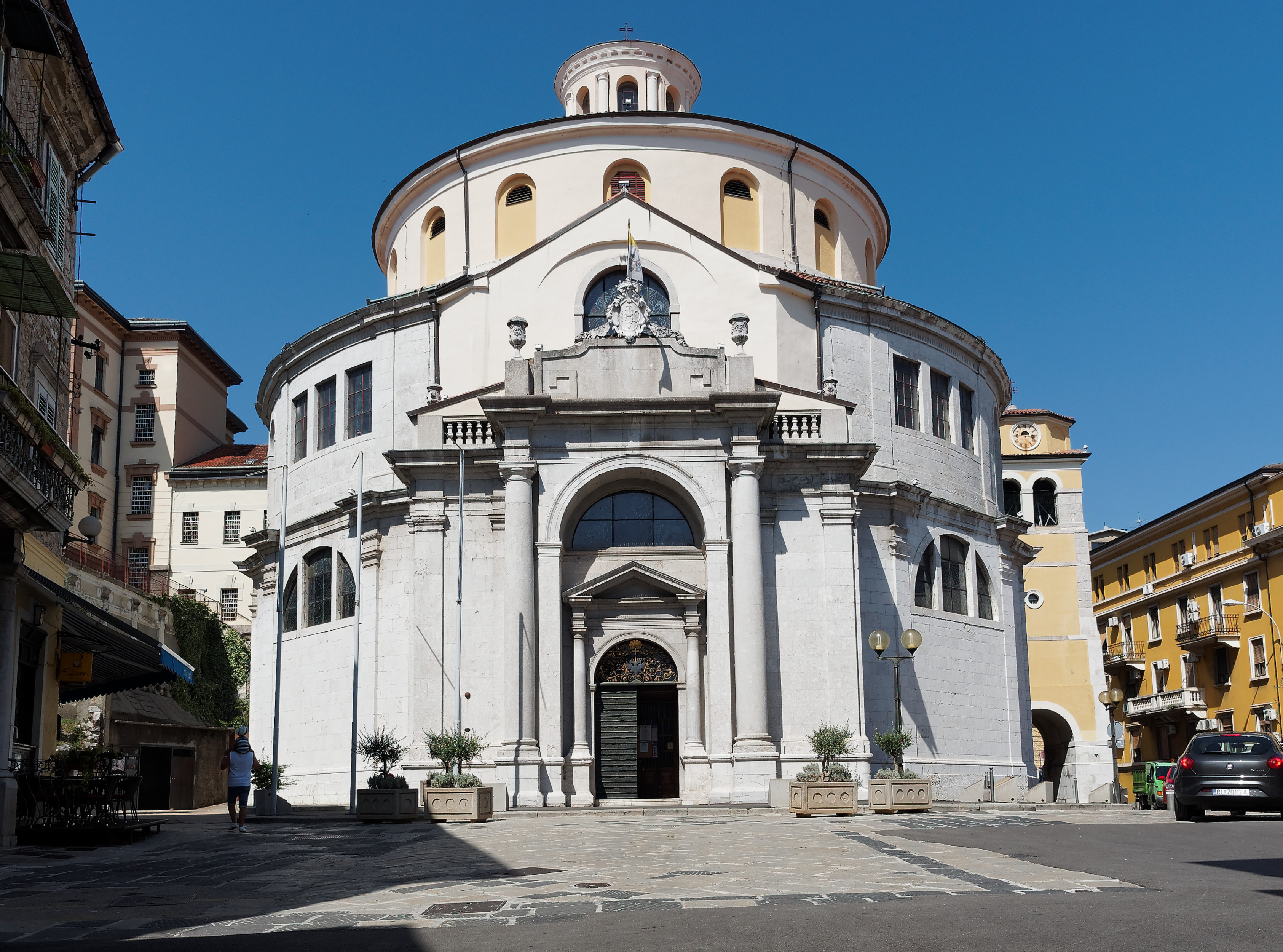
St.-Vitus-Kathedrale in Rijeka

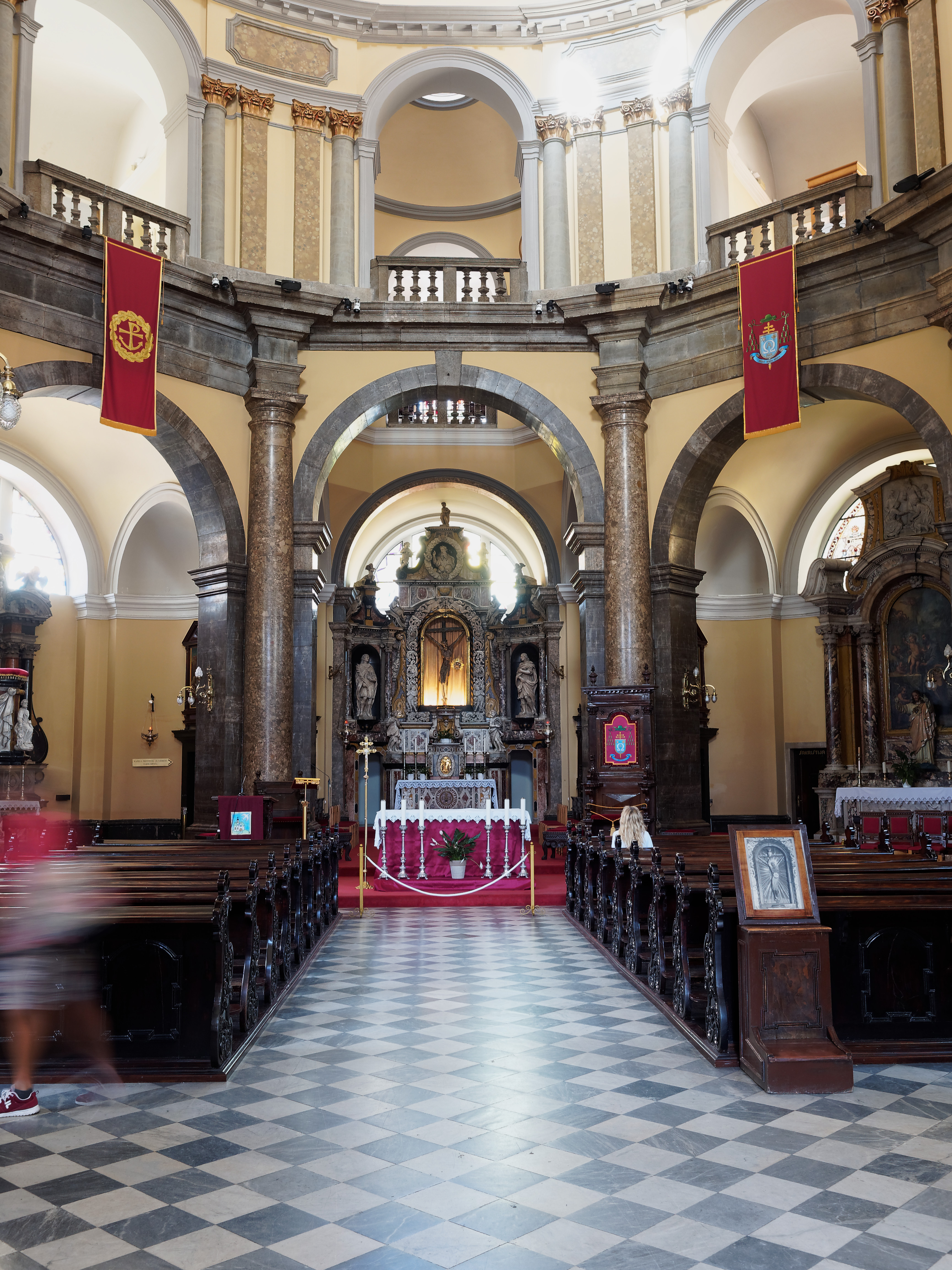
Innenansicht
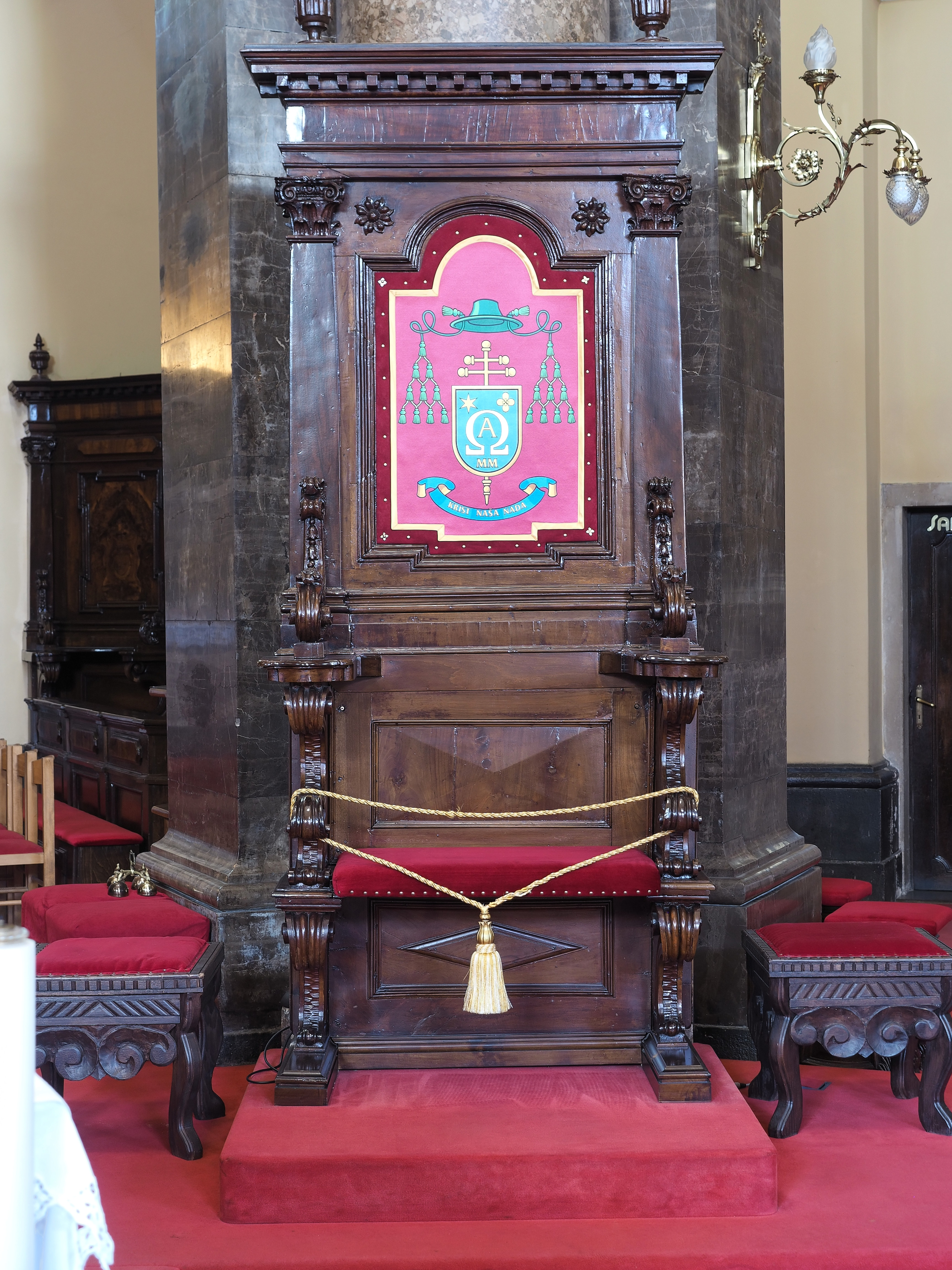
Bischofsstuhl mit Wappen